# Ноћни лет (роман)
Ноћни лет (фр. Vol de nuit) је роман француског писца и пилота Антоана де Сент Егзиперија, који је 1931. године објавила издавачка кућа Галимар, са предговором Андре Жида. Роман је исте године (1931) добио престижну књижевну награду „Фемина”. То је један од првих романа који је поново објављен али у џепном формату 1953, у збирци Џепна књига (Le livre de poche), где је под бројем 3.

## Резиме
Радња овог романа одвија се у Аргентини, у време зачетака комерцијалног ваздухопловства. Сент Егзипери, који је 1929. био директор Аеропоште Аргентине (Aeroposta Argentina), приповеда о животу који је водио шеф компаније за ваздушну пошту Ривијер и његов тим пилота. Главни циљ који је себи поставио Ривијер, централни лик романа, јесте да докаже да је авион брже превозно средство од воза за достављање поште, под условом да пилоти морају да лете ноћу, што је изузетно опасно, што омогућава да се не губи време стечено током дана. Фабијен, један од ових пилота, враћа пошту из Патагоније са крајњег југа у Буенос Ајрес, али захваћен олујом, он неће успети да се врати матичну луку. Он ће се жртвовати, као и многи други, да би Ривијерова компанија успела.
На земљи, Ривијер учи своје људе да се не плаше смрти и да остану верни мисији која им је поверена. Морају деловати „као да нешто, по вредности, превазилази људски живот” : пошта је света, битно је да на одредиште стиже сваки дан у исто време. Пилоти су одговорни за то, они то знају и то је њихов разлог за живот. Немилосрдан, Ривијер осуђује слабости и кажњава неуспехе. Он је „равнодушан према томе да ли изгледа праведно или неправедно”. Отпушта механичара чим је направио грешку у склапању мотора упркос његовој двадесетогодишњој служби, понижава пилота коме је недостајало храбрости, кажњава управника аеродрома јер није поштовао упутства. Када Фабијенова жена дође код њега да сазна вести о свом мужу, он јој неће ништа рећи и она ће разумети да је за њу чекање завршено. Ривијер тада мисли да су истина љубави и истина дужности контрадикторне, а ипак обе подједнако важеће.

## Анализа
Да би направио лик Ривијера, Сент Егзипери је био инспирисан Дидјеом Дoраом (Didier Daurat), коме је књига и посвећена.
По објављивању, предговор књизи је дао Андре Жид и она је доживела значајан успех. Продаја Ноћног лета се процењује на 6 милиона примерака широм света.
Жири престижне књижевне награде „Фемина” је овом делу доделио истоимену награду 1931.

## Издања
- Сент Егзипери, Антоан де. Романи. Превела Сања Жиро Пантелић; предговор Радивоје Констатиновић. Београд: Паидеиа, 2015.
- Сент Егзипери, Антоан де. Ноћни лет. Превео Иван Кушан. Београд: Алтера, 2001.

- Vol de Nuit, édition critique par Monique Gosselin-Noat, coll. « Texte littéraires français », Genève, Droz, 2017
- Vol de nuit, dossier réalisé par Lucien Giraudo, lecture d'image par Isabelle Varloteaux, coll. « Folioplus classiques : 20e siècle n° 114, 158 p., Gallimard, 2007.  978-2-07-034628-8.

## Адаптације

### Филм
- Ноћни лет (енгл. Night Flight), амерички филм у режији Кларенса Брауна, са Џоном Беримором, Хелен Хејз и Кларком Гејблом, из 1933. године.[4]

### Стрип
- Ноћни лет, стрип француског илустратора Бернара Пишилиа (Bernard Puchulu), у издању Фитирополиса (Futuropolis) из 2011.[5]

### Опера
- Ноћни лет (итал. Volo di notte), опера италијанског композитора и пијанисте Луиђија Далапиколеа (Luigi Dallapiccola), настала 1940.

### Музика
- Ноћно летење (франц. Voler de nuit), у албуму Liberté Chérie, француског певача Каложероа (Calogero), 2017.